# Interlands Russisch voetbalelftal 2020-2029
Deze pagina toont een chronologisch en gedetailleerd overzicht van de interlands die het Russisch voetbalelftal speelt en heeft gespeeld in de periode 2020 – 2029.

## Interlands

### 2020
|                                                                                     |                                                                        |       |                         |                                                                        |
| 3 september UEFA Nations League Groep B3 № 700 «onderlinge duels» 21:45 uur (UTC+3) | Rusland                                                                | 3 – 1 | Servië                  | VTB Arena, Moskou Toeschouwers: 0 Scheidsrechter: William Collum (SCO) |
| 3 september UEFA Nations League Groep B3 № 700 «onderlinge duels» 21:45 uur (UTC+3) | Artjom Dzjoeba 49' (pen.) Vjatsjeslav Karavajev 70' Artjom Dzjoeba 82' |       | 79' Aleksandar Mitrović | VTB Arena, Moskou Toeschouwers: 0 Scheidsrechter: William Collum (SCO) |

|                                                                                     |                                        |       |                                                               |                                                                                |
| 6 september UEFA Nations League Groep B3 № 701 «onderlinge duels» 18:00 uur (UTC+2) | Hongarije                              | 2 – 3 | Rusland                                                       | Puskás Aréna, Boedapest Toeschouwers: 0 Scheidsrechter: Maurizio Mariani (ITA) |
| 6 september UEFA Nations League Groep B3 № 701 «onderlinge duels» 18:00 uur (UTC+2) | Roland Sallai 62' Nemanja Nikolics 70' |       | 15' Anton Mirantsjoek 34' Magomed Ozdojev 46' Mário Fernandes | Puskás Aréna, Boedapest Toeschouwers: 0 Scheidsrechter: Maurizio Mariani (ITA) |

|                                                                        |                         |       |                                          |                                                                           |
| 8 oktober Vriendschappelijk № 702 «onderlinge duels» 19:30 uur (UTC+3) | Rusland                 | 1 – 2 | Zweden                                   | VEB Arena, Moskou Toeschouwers: 5.000 Scheidsrechter: Halis Özkahya (TUR) |
| 8 oktober Vriendschappelijk № 702 «onderlinge duels» 19:30 uur (UTC+3) | Aleksandr Sobolev 90+2' |       | 21' Alexander Isak 73' Mattias Johansson | VEB Arena, Moskou Toeschouwers: 5.000 Scheidsrechter: Halis Özkahya (TUR) |

|                                                                                    |                       |       |                   |                                                                       |
| 11 oktober UEFA Nations League Groep B3 № 703 «onderlinge duels» 21:45 uur (UTC+3) | Rusland               | 1 – 1 | Turkije           | VTB Arena, Moskou Toeschouwers: 5.019 Scheidsrechter: Matej Jug (SVN) |
| 11 oktober UEFA Nations League Groep B3 № 703 «onderlinge duels» 21:45 uur (UTC+3) | Anton Mirantsjoek 28' |       | 62' Kenan Karaman | VTB Arena, Moskou Toeschouwers: 5.019 Scheidsrechter: Matej Jug (SVN) |

|                                                                                    |         |       |           |                                                                            |
| 14 oktober UEFA Nations League Groep B3 № 704 «onderlinge duels» 21:45 uur (UTC+3) | Rusland | 0 – 0 | Hongarije | VTB Arena, Moskou Toeschouwers: 4.821 Scheidsrechter: Michael Oliver (ENG) |
| 14 oktober UEFA Nations League Groep B3 № 704 «onderlinge duels» 21:45 uur (UTC+3) |         |       |           | VTB Arena, Moskou Toeschouwers: 4.821 Scheidsrechter: Michael Oliver (ENG) |

|                                                                          |          |       |         |                                                                             |
| 12 november Vriendschappelijk № 705 «onderlinge duels» 19:00 uur (UTC+2) | Moldavië | 0 – 0 | Rusland | Zimbrustadion, Chisinau Toeschouwers: 0 Scheidsrechter: Radu Petrescu (ROU) |
| 12 november Vriendschappelijk № 705 «onderlinge duels» 19:00 uur (UTC+2) |          |       |         | Zimbrustadion, Chisinau Toeschouwers: 0 Scheidsrechter: Radu Petrescu (ROU) |

|                                                                                     |                                                          |       |                                          |                                                                                          |
| 15 november UEFA Nations League Groep B3 № 706 «onderlinge duels» 20:00 uur (UTC+3) | Turkije                                                  | 3 – 2 | Rusland                                  | Şükrü Saracoğlustadion, Istanboel Toeschouwers: 0 Scheidsrechter: Szymon Marciniak (POL) |
| 15 november UEFA Nations League Groep B3 № 706 «onderlinge duels» 20:00 uur (UTC+3) | Kenan Karaman 26' Cengiz Ünder 32' Cenk Tosun 52' (pen.) |       | 11' Denis Tsjerysjev 57' Daler Koezjajev | Şükrü Saracoğlustadion, Istanboel Toeschouwers: 0 Scheidsrechter: Szymon Marciniak (POL) |

|                                                                                     |                                                                                              |       |         |                                                                                 |
| 18 november UEFA Nations League Groep B3 № 707 «onderlinge duels» 20:45 uur (UTC+1) | Servië                                                                                       | 5 – 0 | Rusland | Rode Sterstadion, Belgrado Toeschouwers: 0 Scheidsrechter: Anthony Taylor (ENG) |
| 18 november UEFA Nations League Groep B3 № 707 «onderlinge duels» 20:45 uur (UTC+1) | Nemanja Radonjić 10' Luka Jović 25' Dušan Vlahović 41' Luka Jović 45+1' Filip Mladenović 64' |       |         | Rode Sterstadion, Belgrado Toeschouwers: 0 Scheidsrechter: Anthony Taylor (ENG) |

### 2021
|                                                                             |                  |       |                                                              |                                                                                           |
| 24 maart WK-kwalificatie Groep H № 708 «onderlinge duels» 20:45 uur (UTC+1) | Malta            | 1 – 3 | Rusland                                                      | Ta' Qalistadion, Ta' Qali Toeschouwers: 0 Scheidsrechter: Peter Kjærsgaard-Andersen (DEN) |
| 24 maart WK-kwalificatie Groep H № 708 «onderlinge duels» 20:45 uur (UTC+1) | Joseph Mbong 56' |       | 23' Artjom Dzjoeba 35' Mário Fernandes 90' Aleksandr Sobolev | Ta' Qalistadion, Ta' Qali Toeschouwers: 0 Scheidsrechter: Peter Kjærsgaard-Andersen (DEN) |

|                                                                             |                                       |       |                  |                                                                                           |
| 27 maart WK-kwalificatie Groep H № 709 «onderlinge duels» 17:00 uur (UTC+3) | Rusland                               | 2 – 1 | Slovenië         | Olympisch Stadion Fisjt, Sotsji Toeschouwers: 13.008 Scheidsrechter: Marco Di Bello (ITA) |
| 27 maart WK-kwalificatie Groep H № 709 «onderlinge duels» 17:00 uur (UTC+3) | Artjom Dzjoeba 26' Artjom Dzjoeba 35' |       | 36' Josip Iličić | Olympisch Stadion Fisjt, Sotsji Toeschouwers: 13.008 Scheidsrechter: Marco Di Bello (ITA) |

|                                                                             |                                   |       |                     |                                                                                                   |
| 30 maart WK-kwalificatie Groep H № 710 «onderlinge duels» 20:45 uur (UTC+2) | Slowakije                         | 2 – 1 | Rusland             | Štadión Antona Malatinského, Trnava Toeschouwers: 0 Scheidsrechter: Carlos del Cerro Grande (ESP) |
| 30 maart WK-kwalificatie Groep H № 710 «onderlinge duels» 20:45 uur (UTC+2) | Milan Škriniar 38' Róbert Mak 74' |       | 71' Mário Fernandes | Štadión Antona Malatinského, Trnava Toeschouwers: 0 Scheidsrechter: Carlos del Cerro Grande (ESP) |

|                                                                     |                    |       |                           | |
| 1 juni Vriendschappelijk № 711 «onderlinge duels» 20:45 uur (UTC+2) | Polen              | 1 – 1 | Rusland                   | Stadion Miejski, Wrocław Toeschouwers: 19.297 Scheidsrechter: Marco Guida (ITA) Video-assistent: Piero Giacomelli (ITA) |
| 1 juni Vriendschappelijk № 711 «onderlinge duels» 20:45 uur (UTC+2) | Jakub Świerczok 4' |       | 21' Vjatsjeslav Karavajev | Stadion Miejski, Wrocław Toeschouwers: 19.297 Scheidsrechter: Marco Guida (ITA) Video-assistent: Piero Giacomelli (ITA) |

|                                                                     |                              |       |           |                                                                                |
| 5 juni Vriendschappelijk № 712 «onderlinge duels» 18:00 uur (UTC+3) | Rusland                      | 1 – 0 | Bulgarije | VTB Arena, Moskou Toeschouwers: 11.108 Scheidsrechter: Aleksej Koelbakov (BLR) |
| 5 juni Vriendschappelijk № 712 «onderlinge duels» 18:00 uur (UTC+3) | Aleksandr Sobolev 84' (pen.) |       |           | VTB Arena, Moskou Toeschouwers: 11.108 Scheidsrechter: Aleksej Koelbakov (BLR) |

| EK 2020 |
| ------- |

|                                                                         |                                                        |         |         | |
| 12 juni EK-eindronde Groep B № 713 «onderlinge duels» 22:00 uur (UTC+3) | België                                                 | 3 – 0   | Rusland | Krestovskistadion, Sint-Petersburg Toeschouwers: 26.264 Scheidsrechter: Antonio Mateu Lahoz (ESP) Video-assistent: Alejandro Hernández (ESP) |
| 12 juni EK-eindronde Groep B № 713 «onderlinge duels» 22:00 uur (UTC+3) | Romelu Lukaku 10' Thomas Meunier 34' Romelu Lukaku 88' | Verslag |         | Krestovskistadion, Sint-Petersburg Toeschouwers: 26.264 Scheidsrechter: Antonio Mateu Lahoz (ESP) Video-assistent: Alejandro Hernández (ESP) |

|                                                                         |         |         |                           | |
| 16 juni EK-eindronde Groep B № 714 «onderlinge duels» 16:00 uur (UTC+3) | Finland | 0 – 1   | Rusland                   | Krestovskistadion, Sint-Petersburg Toeschouwers: 24.540 Scheidsrechter: Danny Makkelie (NED) Video-assistent: Pol van Boekel (NED) |
| 16 juni EK-eindronde Groep B № 714 «onderlinge duels» 16:00 uur (UTC+3) |         | Verslag | 45+2' Aleksej Mirantsjoek | Krestovskistadion, Sint-Petersburg Toeschouwers: 24.540 Scheidsrechter: Danny Makkelie (NED) Video-assistent: Pol van Boekel (NED) |

|                                                                         |                           |         |                                                                                  | |
| 21 juni EK-eindronde Groep B № 715 «onderlinge duels» 21:00 uur (UTC+2) | Rusland                   | 1 – 4   | Denemarken                                                                       | Parken, Kopenhagen Toeschouwers: 23.644 Scheidsrechter: Clément Turpin (FRA) Video-assistent: François Letexier (FRA) |
| 21 juni EK-eindronde Groep B № 715 «onderlinge duels» 21:00 uur (UTC+2) | Artjom Dzjoeba 70' (pen.) | Verslag | 38' Mikkel Damsgaard 59' Yussuf Poulsen 80' Andreas Christensen 82' Joakim Mæhle | Parken, Kopenhagen Toeschouwers: 23.644 Scheidsrechter: Clément Turpin (FRA) Video-assistent: François Letexier (FRA) |

|  |  |  |  |  |  |  |  |  |

|                                                                                |         |       |         | |
| 1 september WK-kwalificatie Groep H № 716 «onderlinge duels» 21:45 uur (UTC+3) | Rusland | 0 – 0 | Kroatië | Olympisch Stadion Loezjniki, Moskou Toeschouwers: 18.708 Scheidsrechter: Roi Reinshreiber (ISR) Video-assistent: Orel Grinfeeld (ISR) |
| 1 september WK-kwalificatie Groep H № 716 «onderlinge duels» 21:45 uur (UTC+3) |         |       |         | Olympisch Stadion Loezjniki, Moskou Toeschouwers: 18.708 Scheidsrechter: Roi Reinshreiber (ISR) Video-assistent: Orel Grinfeeld (ISR) |

|                                                                                |        |                                               |         | |
| 4 september WK-kwalificatie Groep H № 717 «onderlinge duels» 19:00 uur (UTC+3) | Cyprus | 0 – 2                                         | Rusland | GSP-stadion, Nicosia Toeschouwers: 1.645 Scheidsrechter: Alejandro Hernández (ESP) Video-assistent: José María Sánchez Martínez (ESP) |
| 4 september WK-kwalificatie Groep H № 717 «onderlinge duels» 19:00 uur (UTC+3) |        | 6' Aleksandr Jerochin 55' Rifat Zjemaletdinov |         | GSP-stadion, Nicosia Toeschouwers: 1.645 Scheidsrechter: Alejandro Hernández (ESP) Video-assistent: José María Sánchez Martínez (ESP) |

|                                                                                |                                                |       |       | |
| 7 september WK-kwalificatie Groep H № 718 «onderlinge duels» 21:45 uur (UTC+3) | Rusland                                        | 2 – 0 | Malta | Otkrytieje Arena, Moskou Toeschouwers: 10.508 Scheidsrechter: Ali Palabıyık (TUR) Video-assistent: Abdulkadir Bitigen (TUR) |
| 7 september WK-kwalificatie Groep H № 718 «onderlinge duels» 21:45 uur (UTC+3) | Fjodor Smolov 10' Zelimchan Bakajev 84' (pen.) |       |       | Otkrytieje Arena, Moskou Toeschouwers: 10.508 Scheidsrechter: Ali Palabıyık (TUR) Video-assistent: Abdulkadir Bitigen (TUR) |

|                                                                              |                           |       |           | |
| 8 oktober WK-kwalificatie Groep H № 719 «onderlinge duels» 21:45 uur (UTC+3) | Rusland                   | 1 – 0 | Slowakije | Ak Bars Arena, Kazan Toeschouwers: 9.588 Scheidsrechter: Antonio Mateu Lahoz (ESP) Video-assistent: Juan Martínez Munuera (ESP) |
| 8 oktober WK-kwalificatie Groep H № 719 «onderlinge duels» 21:45 uur (UTC+3) | Milan Škriniar 24' (e.d.) |       |           | Ak Bars Arena, Kazan Toeschouwers: 9.588 Scheidsrechter: Antonio Mateu Lahoz (ESP) Video-assistent: Juan Martínez Munuera (ESP) |

|                                                                               |                  |       |                                      | |
| 11 oktober WK-kwalificatie Groep H № 720 «onderlinge duels» 20:45 uur (UTC+2) | Slovenië         | 1 – 2 | Rusland                              | Ljudski vrt-stadion, Maribor Toeschouwers: 6.524 Scheidsrechter: Artur Soares Dias (POR) Video-assistent: João Pinheiro (POR) |
| 11 oktober WK-kwalificatie Groep H № 720 «onderlinge duels» 20:45 uur (UTC+2) | Josip Iličić 40' |       | 28' Igor Divejev 32' Georgi Dzjikija | Ljudski vrt-stadion, Maribor Toeschouwers: 6.524 Scheidsrechter: Artur Soares Dias (POR) Video-assistent: João Pinheiro (POR) |

|                                                                                | |       |        | |
| 11 november WK-kwalificatie Groep H № 721 «onderlinge duels» 20:00 uur (UTC+3) | Rusland | 6 – 0 | Cyprus | Krestovskistadion, Sint-Petersburg Toeschouwers: 10.108 Scheidsrechter: Daniel Stefański (POL) Video-assistent: Paweł Raczkowski (POL) |
| 11 november WK-kwalificatie Groep H № 721 «onderlinge duels» 20:00 uur (UTC+3) | Aleksandr Jerochin 4' Fjodor Smolov 55' Andrej Mostovoj 56' Aleksej Soetormin 62' Anton Zabolotni 82' Aleksandr Jerochin 87' |       |        | Krestovskistadion, Sint-Petersburg Toeschouwers: 10.108 Scheidsrechter: Daniel Stefański (POL) Video-assistent: Paweł Raczkowski (POL) |

|                                                                                |                               |       |         | |
| 14 november WK-kwalificatie Groep H № 722 «onderlinge duels» 15:00 uur (UTC+1) | Kroatië                       | 1 – 0 | Rusland | Poljudstadion, Split Toeschouwers: 30.257 Scheidsrechter: Danny Makkelie (NED) Video-assistent: Pol van Boekel (NED) |
| 14 november WK-kwalificatie Groep H № 722 «onderlinge duels» 15:00 uur (UTC+1) | Fjodor Koedrjasjov 81' (e.d.) |       |         | Poljudstadion, Split Toeschouwers: 30.257 Scheidsrechter: Danny Makkelie (NED) Video-assistent: Pol van Boekel (NED) |

### 2022
|                                                       |         |             |       |                   |
| 24 maart WK-kwalificatie Play-offs «onderlinge duels» | Rusland | Geannuleerd | Polen | VTB Arena, Moskou |
| 24 maart WK-kwalificatie Play-offs «onderlinge duels» |         |             |       | VTB Arena, Moskou |

|                                               |         |             |         |                            |
| 2 juni UEFA Nations League «onderlinge duels» | Albanië | Geannuleerd | Rusland | Air Albaniastadion, Tirana |
| 2 juni UEFA Nations League «onderlinge duels» |         |             |         | Air Albaniastadion, Tirana |

|                                               |        |             |         |                          |
| 6 juni UEFA Nations League «onderlinge duels» | Israël | Geannuleerd | Rusland | Sammy Oferstadion, Haifa |
| 6 juni UEFA Nations League «onderlinge duels» |        |             |         | Sammy Oferstadion, Haifa |

|                                                |         |             |         |                   |
| 10 juni UEFA Nations League «onderlinge duels» | Rusland | Geannuleerd | IJsland | VTB Arena, Moskou |
| 10 juni UEFA Nations League «onderlinge duels» |         |             |         | VTB Arena, Moskou |

|                                                |         |             |         |                   |
| 13 juni UEFA Nations League «onderlinge duels» | Rusland | Geannuleerd | Albanië | VTB Arena, Moskou |
| 13 juni UEFA Nations League «onderlinge duels» |         |             |         | VTB Arena, Moskou |

|                                                     |         |             |         |                             |
| 24 september UEFA Nations League «onderlinge duels» | IJsland | Geannuleerd | Rusland | Laugardalsvöllur, Reykjavik |
| 24 september UEFA Nations League «onderlinge duels» |         |             |         | Laugardalsvöllur, Reykjavik |

|                                                                           |                          |       |                                                |                                                                                          |
| 24 september Vriendschappelijk № 723 «onderlinge duels» 20:00 uur (UTC+6) | Kirgizië                 | 1 – 2 | Rusland                                        | Dolen Omurzakovstadion, Bisjkek Toeschouwers: 14.039 Scheidsrechter: Daniyar Sakhi (KAZ) |
| 24 september Vriendschappelijk № 723 «onderlinge duels» 20:00 uur (UTC+6) | Alimardon Sjoekoerov 24' |       | 30' (pen.) Aleksandr Sobolev 89' Daniil Oetkin | Dolen Omurzakovstadion, Bisjkek Toeschouwers: 14.039 Scheidsrechter: Daniyar Sakhi (KAZ) |

|                                                     |         |             |        |  |
| 27 september UEFA Nations League «onderlinge duels» | Rusland | Geannuleerd | Israël |  |
| 27 september UEFA Nations League «onderlinge duels» |         |             |        |  |

|                                                                          |              |       |         |                                                                                    |
| 17 november Vriendschappelijk № 724 «onderlinge duels» 20:00 uur (UTC+5) | Tadzjikistan | 0 – 0 | Rusland | Pamirstadion, Doesjanbe Toeschouwers: 20.000 Scheidsrechter: Ilgiz Tantasjev (UZB) |
| 17 november Vriendschappelijk № 724 «onderlinge duels» 20:00 uur (UTC+5) |              |       |         | Pamirstadion, Doesjanbe Toeschouwers: 20.000 Scheidsrechter: Ilgiz Tantasjev (UZB) |

|                                                                          |             |       |         |                                                                                              |
| 20 november Vriendschappelijk № 725 «onderlinge duels» 17:00 uur (UTC+5) | Oezbekistan | 0 – 0 | Rusland | Pachtakor Centraalstadion, Tasjkent Toeschouwers: 17.500 Scheidsrechter: Daniyar Sakhi (KAZ) |
| 20 november Vriendschappelijk № 725 «onderlinge duels» 17:00 uur (UTC+5) |             |       |         | Pachtakor Centraalstadion, Tasjkent Toeschouwers: 17.500 Scheidsrechter: Daniyar Sakhi (KAZ) |

### 2023
|                                                                          |                         |       |                              |                                                                                  |
| 23 maart Vriendschappelijk № 726 «onderlinge duels» 20:30 uur (UTC+3:30) | Iran                    | 1 – 1 | Rusland                      | Azadistadion, Teheran Toeschouwers: 20.000 Scheidsrechter: Ilgiz Tantasjev (UZB) |
| 23 maart Vriendschappelijk № 726 «onderlinge duels» 20:30 uur (UTC+3:30) | Mehdi Taremi 49' (pen.) |       | 28' (pen.) Anton Mirantsjoek | Azadistadion, Teheran Toeschouwers: 20.000 Scheidsrechter: Ilgiz Tantasjev (UZB) |

|                                                                       |                                           |       |      |                                                                                                   |
| 26 maart Vriendschappelijk № 727 «onderlinge duels» 18:00 uur (UTC+3) | Rusland                                   | 2 – 0 | Irak | Krestovskistadion, Sint-Petersburg Toeschouwers: 23.818 Scheidsrechter: Achrol Riskoellajev (UZB) |
| 26 maart Vriendschappelijk № 727 «onderlinge duels» 18:00 uur (UTC+3) | Anton Mirantsjoek 50' Sergej Pinjajev 58' |       |      | Krestovskistadion, Sint-Petersburg Toeschouwers: 23.818 Scheidsrechter: Achrol Riskoellajev (UZB) |

|                                                                           |                     |       |                           |                                                                                    |
| 12 september Vriendschappelijk № 728 «onderlinge duels» 18:15 uur (UTC+3) | Qatar               | 1 – 1 | Rusland                   | Al Janoubstadion, Al Wakrah Toeschouwers: 4.000 Scheidsrechter: Ahmed Al-Kaf (OMA) |
| 12 september Vriendschappelijk № 728 «onderlinge duels» 18:15 uur (UTC+3) | Ahmed Alaaeldin 70' |       | 90' Aleksandr Soldatenkov | Al Janoubstadion, Al Wakrah Toeschouwers: 4.000 Scheidsrechter: Ahmed Al-Kaf (OMA) |

|                                                                         |                    |       |          |                                                                               |
| 12 oktober Vriendschappelijk № 729 «onderlinge duels» 19:00 uur (UTC+3) | Rusland            | 1 – 0 | Kameroen | VTB Arena, Moskou Toeschouwers: 20.152 Scheidsrechter: Khalid Al-Turais (KSA) |
| 12 oktober Vriendschappelijk № 729 «onderlinge duels» 19:00 uur (UTC+3) | Fjodor Tsjalov 40' |       |          | VTB Arena, Moskou Toeschouwers: 20.152 Scheidsrechter: Khalid Al-Turais (KSA) |

|                                                                         |                                        |       |                                 |                                                                                    |
| 16 oktober Vriendschappelijk № 730 «onderlinge duels» 19:00 uur (UTC+3) | Rusland                                | 2 – 2 | Kenia                           | Sportcomplex Mardan, Aksu Toeschouwers: 200 Scheidsrechter: Atilla Karaoğlan (TUR) |
| 16 oktober Vriendschappelijk № 730 «onderlinge duels» 19:00 uur (UTC+3) | Aleksandr Sobolev 8' Ivan Obljakov 89' |       | 16' Teddy Akumu 36' Masoud Juma | Sportcomplex Mardan, Aksu Toeschouwers: 200 Scheidsrechter: Atilla Karaoğlan (TUR) |

|                                                                          | |       |      |                                                                                         |
| 20 november Vriendschappelijk № 731 «onderlinge duels» 19:30 uur (UTC+3) | Rusland | 8 – 0 | Cuba | Volgograd Arena, Volgograd Toeschouwers: 40.706 Scheidsrechter: Aleksej Koelbakov (BLR) |
| 20 november Vriendschappelijk № 731 «onderlinge duels» 19:30 uur (UTC+3) | Ivan Obljakov 22' Aleksandr Golovin 30' Anton Mirantsjoek 34' Aleksandr Siljanov 55' Aleksandr Sobolev 66' Danil Proetsev 68' Nikita Krivtsov 74' Andrej Mostovoj 78' |       |      | Volgograd Arena, Volgograd Toeschouwers: 40.706 Scheidsrechter: Aleksej Koelbakov (BLR) |

### 2024
|                                                                       |                                                                                              |       |        | |
| 21 maart Vriendschappelijk № 732 «onderlinge duels» 20:00 uur (UTC+3) | Rusland                                                                                      | 4 – 0 | Servië | VTB Arena, Moskou Toeschouwers: 23.679 Scheidsrechter: Arda Kardeşler (TUR) Video-assistent: Hakan Ceylan (TUR) |
| 21 maart Vriendschappelijk № 732 «onderlinge duels» 20:00 uur (UTC+3) | Anton Mirantsjoek 21' (pen.) Maksim Osipenko 32' Aleksej Mirantsjoek 55' Ivan Sergejev 90+1' |       |        | VTB Arena, Moskou Toeschouwers: 23.679 Scheidsrechter: Arda Kardeşler (TUR) Video-assistent: Hakan Ceylan (TUR) |

|                            |         |             |          |                   |
| 25 maart Vriendschappelijk | Rusland | Geannuleerd | Paraguay | VTB Arena, Moskou |
| 25 maart Vriendschappelijk |         |             |          | VTB Arena, Moskou |

|                                                                     |             |                                                                                 |         |                                                                                |
| 7 juni Vriendschappelijk № 733 «onderlinge duels» 20:00 uur (UTC+3) | Wit-Rusland | 0 – 4                                                                           | Rusland | Dinamostadion, Minsk Toeschouwers: 21.483 Scheidsrechter: Roestam Omarov (KAZ) |
| 7 juni Vriendschappelijk № 733 «onderlinge duels» 20:00 uur (UTC+3) |             | 8' Ivan Obljakov 20' Konstantin Tjoekavin 63' Fjodor Tsjalov 69' Fjodor Tsjalov |         | Dinamostadion, Minsk Toeschouwers: 21.483 Scheidsrechter: Roestam Omarov (KAZ) |

|                                                                          |         |                                                                   |         |                                                                                          |
| 5 september Vriendschappelijk № 734 «onderlinge duels» 20:00 uur (UTC+7) | Vietnam | 0 – 3                                                             | Rusland | Mỹ Đình Nationaal Stadion, Hanoi Toeschouwers: 5.315 Scheidsrechter: Yusri Mohamad (MAS) |
| 5 september Vriendschappelijk № 734 «onderlinge duels» 20:00 uur (UTC+7) |         | 24' Daler Koezjajev 62' (e.d.) Vũ Văn Thanh 77' Tamerlan Moesajev |         | Mỹ Đình Nationaal Stadion, Hanoi Toeschouwers: 5.315 Scheidsrechter: Yusri Mohamad (MAS) |

|                                                 |         |             |          |                                  |
| 7 september Vriendschappelijk 20:00 uur (UTC+7) | Rusland | Geannuleerd | Thailand | Mỹ Đình Nationaal Stadion, Hanoi |
| 7 september Vriendschappelijk 20:00 uur (UTC+7) |         |             |          | Mỹ Đình Nationaal Stadion, Hanoi |

|                                                                          | |        |        |                                                                                         |
| 15 november Vriendschappelijk № 735 «onderlinge duels» 19:00 uur (UTC+3) | Rusland | 11 – 0 | Brunei | Krasnodarstadion, Krasnodar Toeschouwers: 26.865 Scheidsrechter: Rustam Lutfullin (UZB) |
| 15 november Vriendschappelijk № 735 «onderlinge duels» 19:00 uur (UTC+3) | Ivan Obljakov 1' Nur Ikhwan Othman 7' (e.d.) Jevgeni Morozov 9' Ivan Obljakov 28' Letsji Sadoelajev 48' Nikita Krivtsov 57' Tamerlan Moesajev 62' Andrej Mostovoj 67' Aleksandr Tsjernikov 73' Aleksej Batrakov 79' Arsen Adamov 87' |        |        | Krasnodarstadion, Krasnodar Toeschouwers: 26.865 Scheidsrechter: Rustam Lutfullin (UZB) |

|                                                                          |                                                                                             |       |       |                                                                                         |
| 19 november Vriendschappelijk № 736 «onderlinge duels» 19:30 uur (UTC+3) | Rusland                                                                                     | 4 – 0 | Syrië | Volgograd Arena, Volgograd Toeschouwers: 35.620 Scheidsrechter: Majed Al-Shamrani (KSA) |
| 19 november Vriendschappelijk № 736 «onderlinge duels» 19:30 uur (UTC+3) | Maksim Osipenko 33' Ilja Samosjnikov 52' Aleksej Mirantsjoek 66' Maksim Osipenko 81' (pen.) |       |       | Volgograd Arena, Volgograd Toeschouwers: 35.620 Scheidsrechter: Majed Al-Shamrani (KSA) |

### 2025
|                                                                       |                                                                                               |       |         |                                                                              |
| 19 maart Vriendschappelijk № 737 «onderlinge duels» 20:00 uur (UTC+3) | Rusland                                                                                       | 5 – 0 | Grenada | VTB Arena, Moskou Toeschouwers: 15.823 Scheidsrechter: Ilgiz Tantasjev (UZB) |
| 19 maart Vriendschappelijk № 737 «onderlinge duels» 20:00 uur (UTC+3) | Danil Proetsev 16' Arsen Adamov 42' Artjom Dzjoeba 43' Daniil Fomin 53' Zelimchan Bakajev 60' |       |         | VTB Arena, Moskou Toeschouwers: 15.823 Scheidsrechter: Ilgiz Tantasjev (UZB) |

|                                                                       | |       |        |                                                                            |
| 25 maart Vriendschappelijk № 738 «onderlinge duels» 20:00 uur (UTC+3) | Rusland | 5 – 0 | Zambia | VTB Arena, Moskou Toeschouwers: 20.864 Scheidsrechter: Adel Al-Naqbi (VAE) |
| 25 maart Vriendschappelijk № 738 «onderlinge duels» 20:00 uur (UTC+3) | Maksim Gloesjenkov 8' Ilja Vachanija 44' Maksim Gloesjenkov 53' Maksim Gloesjenkov 58' Aleksej Batrakov 73' |       |        | VTB Arena, Moskou Toeschouwers: 20.864 Scheidsrechter: Adel Al-Naqbi (VAE) |

|                                                                      |             |   |         |                                                                  |
| 10 juni Vriendschappelijk № 739 «onderlinge duels» 15:00 uur (UTC+3) | Wit-Rusland | – | Rusland | Dinamostadion, Minsk Toeschouwers: n.n.b. Scheidsrechter: n.n.b. |
| 10 juni Vriendschappelijk № 739 «onderlinge duels» 15:00 uur (UTC+3) |             |   |         | Dinamostadion, Minsk Toeschouwers: n.n.b. Scheidsrechter: n.n.b. |

RFS · A-internationals · Bondscoaches · Selecties · Statistieken · Russisch vrouwenelftal · Rusland U21 · Rusland U20 · Rusland U19 · Rusland U18 · Rusland U17 · Rusland U16
1912 – 1914 · 
1992 – 1999 · 
2000 – 2009 · 
2010 – 2019 ·
2020 − 2029
EK 1992** · 
EK 1996 · 
EK 2004 · 
EK 2008 · 
EK 2012 · 
EK 2016 · 
EK 2020
WK 1994 · 
WK 1998 · 
WK 2002 · 
WK 2006 · 
WK 2010 · 
WK 2014 · 
WK 2018
OS 1912
1912 · 
1913 · 
1914 · 
1915–1991 · 
1992 · 
1993 · 
1994 · 
1995 · 
1996 · 
1997 · 
1998 · 
1999 · 
2000 · 
2001 · 
2002 · 
2003 · 
2004 · 
2005 · 
2006 · 
2007 · 
2008 · 
2009 · 
2010 · 
2011 · 
2012 · 
2013 · 
2014 · 
2015 · 
2016 · 
2017 · 
2018 ·
2019 ·
2020 ·
2021 ·
2022 ·
2023 ·
2024 ·
2025
Albanië ·
Algerije ·
Andorra · 
Argentinië ·
Armenië · 
Azerbeidzjan · 
België ·
Bolivia · 
Brazilië ·
Brunei ·
Bulgarije · 
Chili ·
Costa Rica ·
Cuba ·
Cyprus · 
Denemarken · 
Duitsland · 
Egypte ·
Engeland ·
El Salvador ·
Estland · 
Faeröer · 
 Finland · 
Frankrijk · 
Georgië · 
Ghana ·
Grenada ·
Griekenland · 
Hongarije ·
Ierland ·
IJsland ·
Irak ·
Iran ·
Israël · 
Italië ·
Ivoorkust ·
Japan ·
Joegoslavië ·
Kameroen ·
Kazachstan ·
Kenia ·
Kirgizië ·
Kroatië · 
Letland · 
Liechtenstein · 
Litouwen · 
Luxemburg ·  
Malta ·
Marokko · 
Mexico · 
Moldavië · 
Montenegro · 
Nederland · 
Nieuw-Zeeland ·
Noord-Ierland · 
Noord-Macedonië ·
Noorwegen · 
Oekraïne · 
Oezbekistan ·
Oostenrijk · 
Polen ·
Portugal ·
Qatar · 
Roemenië · 
San Marino · 
Saoedi-Arabië · 
Schotland · 
Servië · 
Slovenië · 
Slowakije · 
Spanje · 
Syrië ·
Tadzjikistan ·
Tsjechië · 
Tunesië ·
Turkije ·
Uruguay · 
Verenigde Arabische Emiraten · 
Verenigde Staten ·
Vietnam  ·
Wales · 
Wit-Rusland ·
Zambia · 
Zuid-Korea · 
Zweden · 
Zwitserland
Algerije (2014) · 
België (2014) · 
België (2021) · 
Denemarken (2021) ·
Egypte (2018) ·
Engeland (2016) ·
Finland (2021) ·
Griekenland (2008) ·
Griekenland (2012) ·
Kroatië (2018) ·
Nederland (2008) ·
Polen (2012) ·
Saoedi-Arabië (2018) ·
Slowakije (2016) ·
Spanje (2008, groepsfase) ·
Spanje (2008, halve finale) ·
Spanje (2018) ·
Tsjechië (2012) ·
Uruguay (2018) ·
Wales (2016) ·
Zuid-Korea (2014) ·
Zweden (2008)
** = Onder de naam Gemenebest van Onafhankelijke Staten
CONMEBOL: Argentinië · Bolivia · Brazilië · Chili · Colombia · Ecuador · Paraguay · Peru · Uruguay · Venezuela

UEFA: Albanië · Andorra · Armenië · Azerbeidzjan · België · Bosnië en Herzegovina · Bulgarije · Cyprus · Denemarken · Duitsland · Engeland · Estland · Faeröer · Finland · Frankrijk · Georgië · Gibraltar · Griekenland · Hongarije · IJsland · Ierland · Israël · Italië · Kazachstan · Kosovo · Kroatië · Letland · Liechtenstein · Litouwen · Luxemburg · Malta · Moldavië · Montenegro · Nederland · Noord-Ierland · Noord-Macedonië · Noorwegen · Oekraïne · Oostenrijk · Polen · Portugal · Roemenië · Rusland · San Marino · Schotland · Servië · Slovenië · Slowakije · Spanje · Tsjechië · Turkije · Wales · Wit-Rusland · Zweden · Zwitserland

AFC: Australië · China · Irak · Iran · Japan · Libanon · Oezbekistan · Oman · Qatar · Saoedi-Arabië · Syrië · Verenigde Arabische Emiraten · Vietnam · Zuid-Korea

CAF: Algerije · Burkina Faso · Congo-Kinshasa · Egypte · Ghana · Ivoorkust · Kaapverdië · Kameroen · Mali · Marokko · Nigeria · Senegal · Tunesië · Zuid-Afrika

CONCACAF: Canada · Costa Rica · Curaçao · El Salvador · Honduras · Jamaica · Mexico · Panama · Suriname · Verenigde Staten

OFC: Nieuw-Zeeland